# Enneapterygius fuscoventer
Enneapterygius fuscoventer är en fiskart som beskrevs av Fricke, 1997. Enneapterygius fuscoventer ingår i släktet Enneapterygius och familjen Tripterygiidae. Inga underarter finns listade i Catalogue of Life.